# Tatjana Fjodorowna Prontschischtschewa

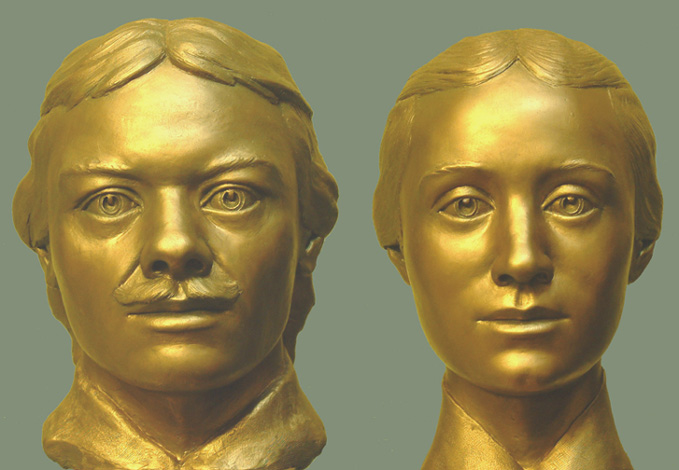
Tatjana Fjodorowna und ihr Mann Wassili. Forensische Gesichtsrekonstruktion von S. A. Nikitin.

Tatjana Fjodorowna Prontschischtschewa, auch Marija Prontschischtschewa, geboren Tatjana Fjodorowna Kondyrewa, (russisch Татьяна Фёдоровна Прончищева, auch russisch Мария Прончищева, Geburtsname russisch Татьяна Фёдоровна Кондырева; * 1713 im Dorf Berjosowo, Ujesd Alexin; † 12. Septemberjul. / 23. September 1736greg. auf der Taimyrhalbinsel) war die erste russische Arktis-Forschungsreisende.

## Leben
Tatjana Fjodorownas adliger Vater hatte während des Großen Nordischen Kriegs St. Petersburg vor Angriffen der schwedischen Flotte geschützt und sich am Bau von Werften für die russische Flotte beteiligt. Sie heiratete am 20. Maijul. / 31. Mai 1733greg. den adligen Leutnant Wassili Wassiljewitsch Prontschischtschew
Mit ihrem Mann zog Prontschischtschewa im Juni 1733 nach Moskau, um sich mit ihm nach einigen Tagen der Großen Nordischen Expedition in Sibirien anzuschließen. Die Lena-Jenissei-Abteilung unter der Leitung ihres Mannes hatte den Auftrag, die Küste des Arktischen Ozeans von der Lena-Mündung bis zur Jenissei-Mündung zu erforschen und zu beschreiben. Im Sommer 1735 wurde in Jakutsk das mit Segeln ausgerüstete Ruderschiff Jakutsk gebaut, auf dem die 40-köpfige Abteilung auf ihrer Fahrt auf der Lena  am 25. Augustjul. / 5. September 1735greg. die Olenjok-Mündung erreichte. Mitgefahren war auch Prontschischtschewa, deren Beteiligung von den Expeditionsleitern Vitus Bering und Alexei Iljitsch Tschirikow nicht zur Kenntnis genommen wurde und deren Name im Logbuch und allen Dokumenten nicht auftauchte. Dort musste die Abteilung wegen entstandener Lecks des Schiffs überwintern.
Im August 1736 wurde die Fahrt fortgesetzt. Nach Erreichen des Chatangagolfs wurde an der Ostküste der Taimyrhalbinsel entlang bis 77° 25′ nördliche Breite gefahren. Wegen Eisbarrieren musste Prontschischtschew umkehren, um ins Winterlager an der Olenjok-Mündung zurückzukehren. Auf einer Erkundigung am 29. Augustjul. / 9. September 1736greg. mit einem Boot brach er sich ein Bein, worauf er schnell aufs Schiff zurückgebracht wurde und an einer Embolie starb, wie 1999 nach Öffnung seines Grabes festgestellt wurde, und nicht an Skorbut, wie früher geglaubt wurde. Am 2. Septemberjul. / 13. September 1736greg. kam die Jakutsk an der Olenjok-Mündung an, und am 4. Septemberjul. / 15. September 1736greg. wurde Prontschischtschewa an Land gebracht. Am 12. Septemberjul. / 23. September 1736greg. starb sie aus unbekannten Gründen, wie der Steuermann Semjon Iwanowitsch Tscheljuskin im Logbuch ohne Nennung des Namens notierte.

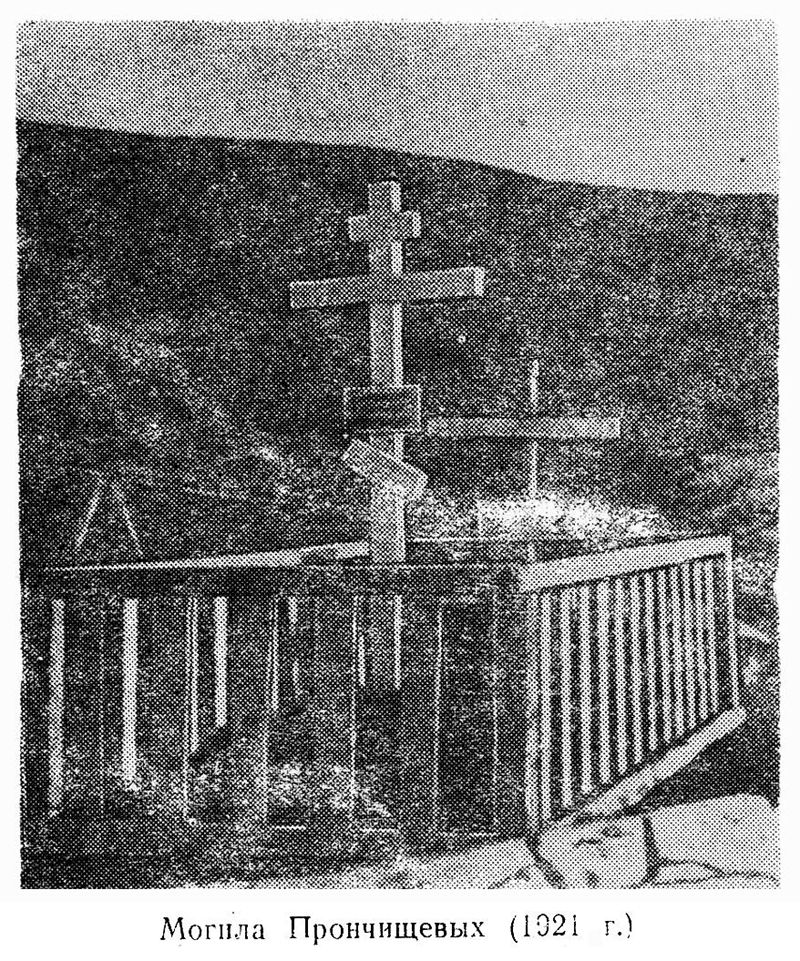
Grab der Prontschischtschews (1921)

Das Grab der beiden Prontschischtschews wurde 1875 von dem Geologen Alexander Lawrentjewitsch Tschekanowski gefunden und ist als nationales Kulturdenkmal erhalten. Die Kreuze wurden 1893 von dem Geologen Eduard von Toll und 1921 von dem Hydrographen Nikolai Iwanowitsch Jewgenow wiederhergestellt. Neben dem Grab befindet sich die Polarstation Ust-Olenjok bei Taimylyr im Bulunski ulus.
1913 wurde von  Boris Andrejewitsch Wilkizkis Hydrographischer Expedition des Nördlichen Eismeers das Kap (russisch Mys) am Eingang einer der Buchten an der Ostküste der Taimyrhalbinsel Kap Prontschischtschewa genannt und auf der Karte mit m. Prontschischtschewa markiert. Dies führte dazu, dass in vielen alten Akten im Russischen Staatsarchiv Alter Akten Prontschischtschewa mit dem Vornamen Marija genannt wurde.
1999 öffnete die Expedition des Instituts für Archäologie der Russischen Akademie der Wissenschaften und des Abenteuer-Klubs des Forschungsreisenden Dmitri Igorewitsch Schparo das Grab der Prontschischtschews und untersuchte die sterblichen Überreste. Die Todesursachen wurden festgestellt, und die Gesichter wurden rekonstruiert.
Prontschischtschewas Namen tragen die Marija-Prontschischtschewa-Bucht in der Laptewsee mit der dortigen Polarstation, der 112 m hohe Prontschischtschewa-Berg auf der Taimyrhalbinsel und die Marija-Prontschischtschewa-Halbinsel. In Jakutsk steht ein Denkmal für die beiden Prontschischtschews. In Dubna in der Oblast Tula befindet sich eine Gedenktafel an der Ruhmesallee. 2017 entstand ein Film über das Leben und den Tod der Prontschischtschews.